# Fernanda Berti
Fernanda Berti Alves (São Joaquim da Barra, 29 de junho de 1985) é uma voleibolista indoor brasileira que atuando como oposta serviu a Seleção Brasileira em todas as categorias, sendo campeã sul-americana na categoria infanto-juvenil e juvenil, nos anos de 2000 e 2002, respectivamente, medalha de prata no Campeonato Mundial Infanto-Juvenil de 2001 e medalhista de ouro no Campeonato Mundial Juvenil em 2003, na Tailândia. Serviu a Seleção Brasileira de Novas quando foi semifinalista nos Jogos Pan-Americanos de 2003, na República Dominicana. Chegou a Seleção Principal em 2005, na conquista do título do Campeonato Sul-Americano e do ouro na Copa dos Campeões. Posteriormente, obteve o ouro nos Jogos Mundiais Militares. Atualmente, é jogadora de vôlei de praia.

## Carreira
Fernanda  teve passagem nas categorias de base do Fluminense, sendo   campeã carioca nas categorias mirim, infantil e infanto-juvenil e também já integrava as categorias de base da Seleção Brasileira e foi convocada para representar o país na categoria infanto-juvenil na conquista do ouro no Campeonato Sul-Americano no ano de 2000 em Valencia-Venezuela  e qualificação para o mundial da categoria.No ano seguinte serviu  na mesma categoria  a seleção numa excursão realizada na Argentina em preparação para o Campeonato Mundial de 2001 em Pula-Croácia , e neste último disputou e obteve o vice-campeonato mundial.
Pelo ACF/Campos na categoria adulto foi campeã carioca  em 2001 , campeã dos Jogos Abertos do Interior e obteve o título do Grand Prix Brasil de 2002 e neste mesmo ano serviu a Seleção Brasileira na categoria juvenil, participando conquistou a medalha de ouro no Campeonato Sul-Americano Juvenil em La Paz-Bolívia. Ainda pelo  ACF/Campos conquistou do bronze na Superliga Brasileira A 2002-03. Voltou em 2003 a compor as categorias de base da seleção brasileira  em preparação para o Campeonato Mundial Juvenil e esteve no grupo brasileiro que disputou o referido mundial, vestindo a camisa#6, este  realizado em Suphanburi-Tailândia conquistando a medalha de ouro e mesmo não sendo titular figurou entre as atletas com melhores desempenhos: quinquagésima  sétima maior pontuadora e a sexagésima quinta posição entre as melhores bloqueadoras e neste mesmo ano foi convocada para Seleção Brasileira de Novas (Seleção B) para disputar a edição dos Jogos Pan-Americanos de Santo Domingo e na qual avançou as semifinais, mas o selecionado foi eliminado pelas anfitriãs e na disputa pelo bronze nova derrota, encerrando na quarta colocação em sua primeira participação nesta competição.
Pelo ACF/Campos conquistou o bicampeonato no Campeonato Carioca de 2003 e disputou a Superliga Brasileira A 2003-04 encerrando nesta edição na sexta posição. Na jornada esportiva 2004-05 é contratada pelo São Caetano/Detur  e por este sagrou-se  vice-campeã dos Jogos Abertos do Interior de 2004, sediados em Barretos, campeã nos Jogos Regionais de Cotia e participou por esta equipe nos Jogos Abertos Brasileiros no mesmo ano em Bento Gonçalves, conquistando a medalha de ouro e  ainda obteve a sétima posição na referente edição da Superliga Brasileira A.
Em 2005 é contratada  pelo Brasil Telecom/DF  e  neste ano é convocada pela primeira vez para Seleção Brasileira (principal) e conquistou o ouro no Campeonato Sul-Americano disputado em La Paz na Bolívia  vestindo a camisa#6 disputou a Copa dos Campões de 2005 realizada no Japão, conquistando o título inédito para o país.
Pelo Brasil Telecom  disputou a Superliga Brasileira A 2005-06 encerrando na sexta colocação.Na temporada seguinte disputou  a Superliga Brasileira A pelo Pinheiros/Blue Life e encerrou na sexta posição.
Transferiu-se para o voleibol sul-coreano onde defendeu o KT&G Daejeon na jornada esportiva 2007-08 e na seguinte atuou pela equipe italiana do Solo Affitti Tradeco Cesena pela qual terminou na décima primeira posição da Liga A1 Italiana.Retornou ao voleibol nacional na temporada 2009-10 pela equipe do Sport/BMG  competiu na  correspondente Superliga Brasileira A ao final da competição ocupou o nono lugar.
Nas competições de  2010-11 jogou pelo Banana Boat/Praia Clube e disputou a Superliga Brasileira A 2010-11 avançando as quartas de final e encerrando em sétimo lugar.Em 2011 foi convocada para Seleção Brasileira de Novas para disputar a edição dos Jogos Mundiais Militares realizados no Brasil e no qual conquistou a medalha de ouro.
Na jornada 2011-12 defendeu o  Vôlei Futuro na conquista do bronze na correspondente Superliga Brasileira A. E a partir de 2012 recebe o convite da CBV para integrar o projeto que seleciona atletas do voleibol indoor para efetuar a transição para o vôlei de praia, no início jogou com Drussyla , Júlia Schmidt e formou dupla com a Elize Maia quando disputou o Circuito Sul-Americano 2012/2013 jogando  oito das nove etapas e  chegando a sete pódios, vencendo quatro e ficando em segundo lugar em outras três e em 2013 disputaram três etapas do Circuito Mundial: os Opens de Anapa (Rússia) e Durban (África do Sul)  e o Grand Slam de São Paulo (BRA).
Entre seus principais resultados na praia destacam-se: ouro no Circuito Sul-Americano 2012-13 nas etapas do Uruguai, da Venezuela, da Bolívia e da Colômbia e a prata nas etapas do Chile, do Peru e do Paraguai.Em 2014 conquistou o ouro nas etapas do Peru e também da Bopívi pelo Circuito Sul-Americano 2014, no mesmo foi prata nas etapas do Brasil e do Uruguai, além do vice-campeonato do Super Praia 2014 realizado em Salvador-Bahia..
Formando dupla com Josimari Alves representou o país na primeira edição do Campeonato Mundial Militar de Vôlei de Praia, sediado em  Warendorf, Alemanha, realizado no período de 21 a 30 de junho de 2014.

## Títulos e resultados
- Etapa do Peru do Circuito Sul-Americano de Vôlei de Praia:2014[6]
- Etapa do Uruguai do Circuito Sul-Americano de Vôlei de Praia:2012-13[6]
- Etapa da Venezuela do Circuito Sul-Americano de Vôlei de Praia:2012-13[6]
- Etapa da Bolívia do Circuito Sul-Americano de Vôlei de Praia:2012-13[6] e 2014[6]
- Etapa da Colômbia do Circuito Sul-Americano de Vôlei de Praia:2012-13[6]
- Etapa do Brasil do Circuito Sul-Americano de Vôlei de Praia:2014[6]
- Etapa do Uruguai do Circuito Sul-Americano de Vôlei de Praia:2014[6]
- Etapa do Chile do Circuito Sul-Americano de Vôlei de Praia:2012-13[6]
- Etapa do Peru do Circuito Sul-Americano de Vôlei de Praia:2012-13[6]
- Etapa do Paraguai do Circuito Sul-Americano de Vôlei de Praia:2012-13[6]
- Superpraia A:2014[6]
- Jogos Pan-Americanos[1]
- Superliga Brasileira Aː2002-03[7] e 2011-12[28]
- Grand Prix Brasilː2002[3]
- Campeonato Cariocaː2001[3] e 2003[3]
- Jogos Abertos Brasileiros (Jabs)ː2004[3]
- Jogos Abertos do Interiorː2004[15]
- Jogos Regionais de São Pauloː2004[3]